# Охрімівці
Охрімівці — село в Україні, у Віньковецькій селищній громаді Хмельницького району Хмельницької області. Населення становить 801 мешканець.

## Історія
7 (20) листопада 1917 року, відповідно до Третього Універсалу Української Центральної Ради, увійшло до складу Української Народної Республіки.
Ввечері 29 жовтня 1921 р. під час Листопадового рейду через Охрімівці проходила Подільська група (командувач Михайло Палій-Сидорянський)  Армії Української Народної Республіки.
12 червня 2020 року, відповідно до розпорядження Кабінету Міністрів України № 727-р «Про визначення адміністративних центрів та затвердження територій територіальних громад Хмельницької області», увійшло до складу Віньковецької селищної громади.
19 липня 2020 року, після ліквідації Віньковецького району, село увійшло до Хмельницького району.

## Природа
- Каштан кінський (пам'ятка природи)
- Липа серцелиста (пам'ятка природи)
- Урочище «Балки» (лісовий заказник)

## Галерея

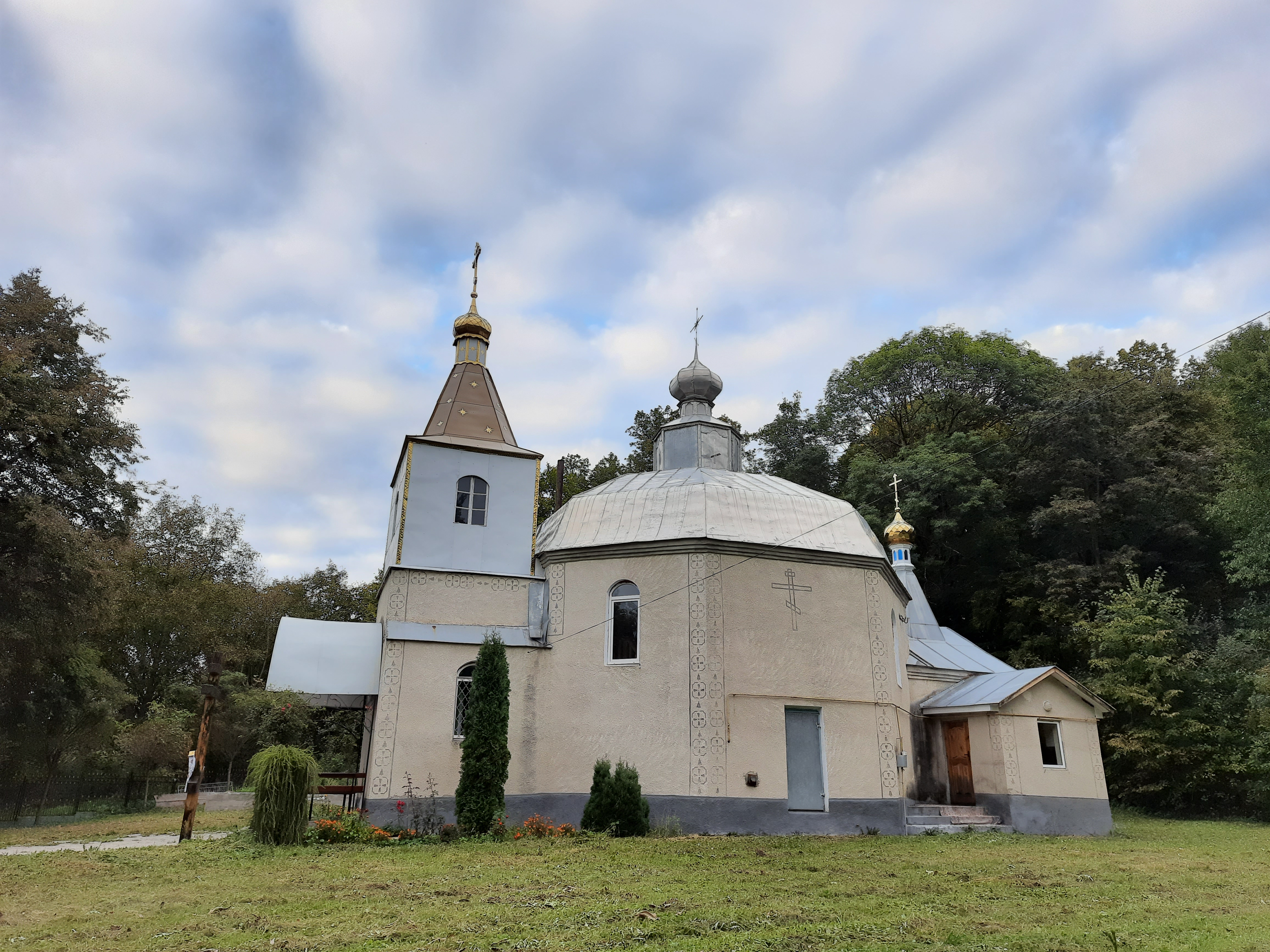
Сільська церква
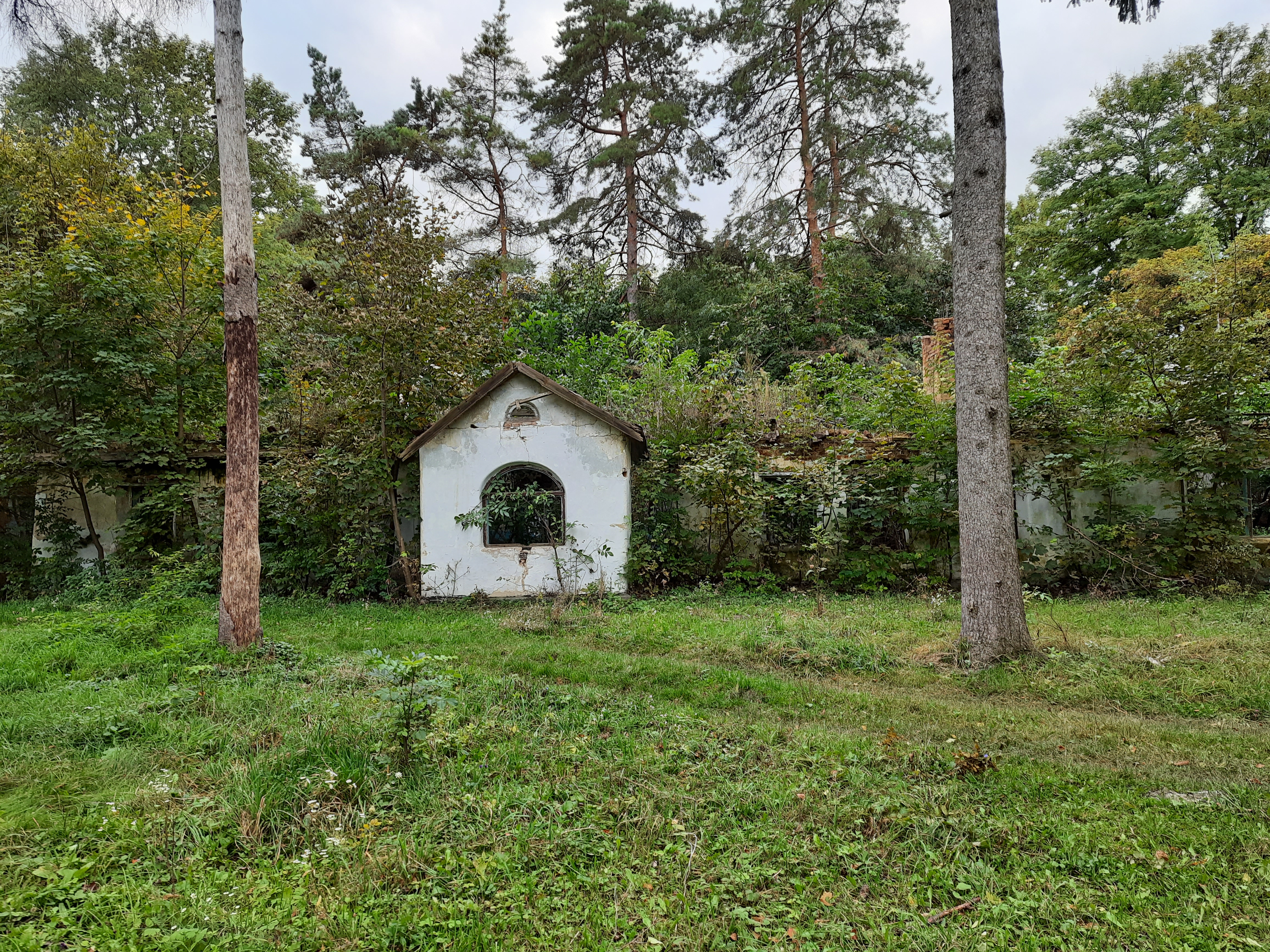
Руїни панської садиби
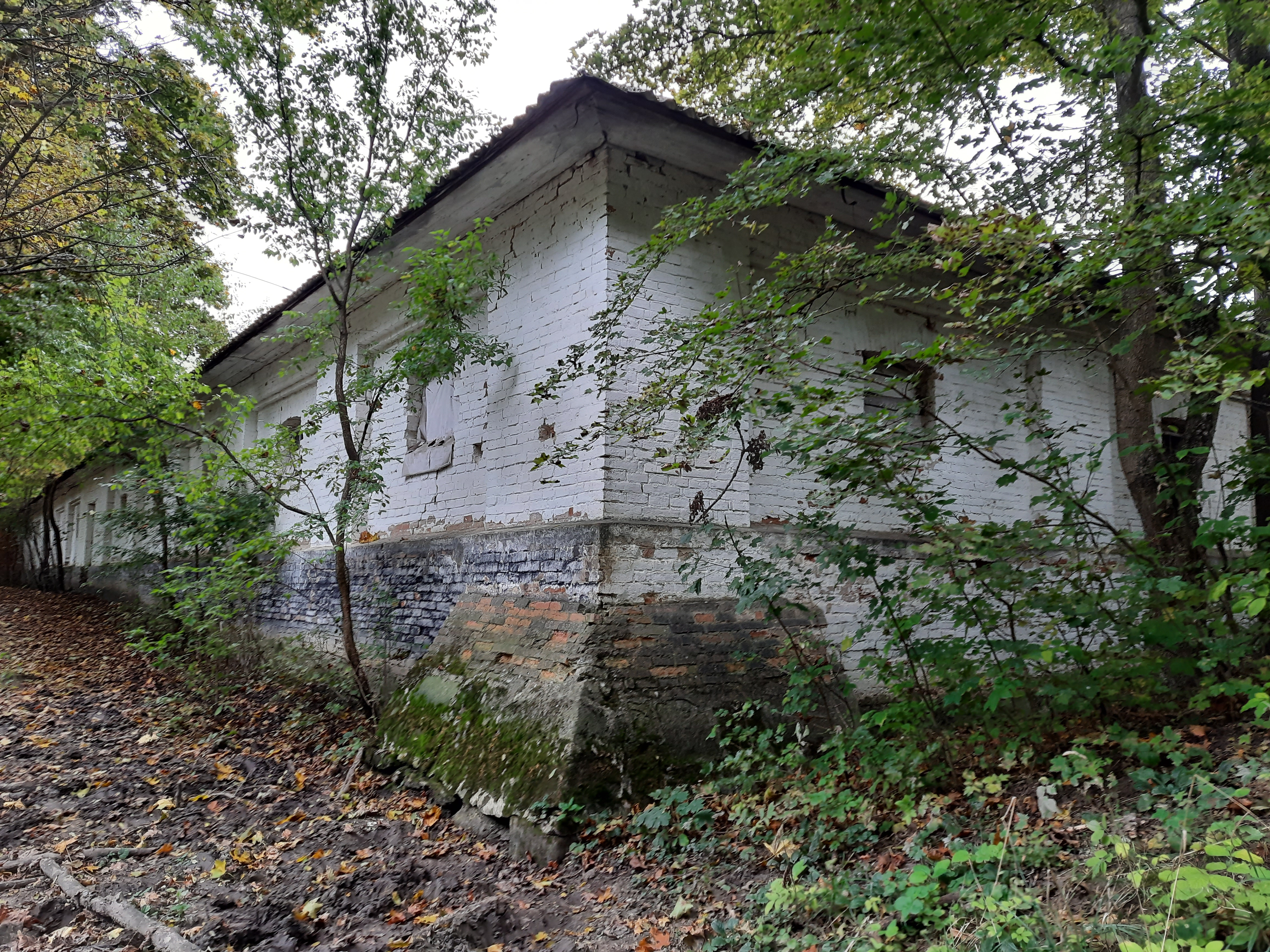
Стара комора
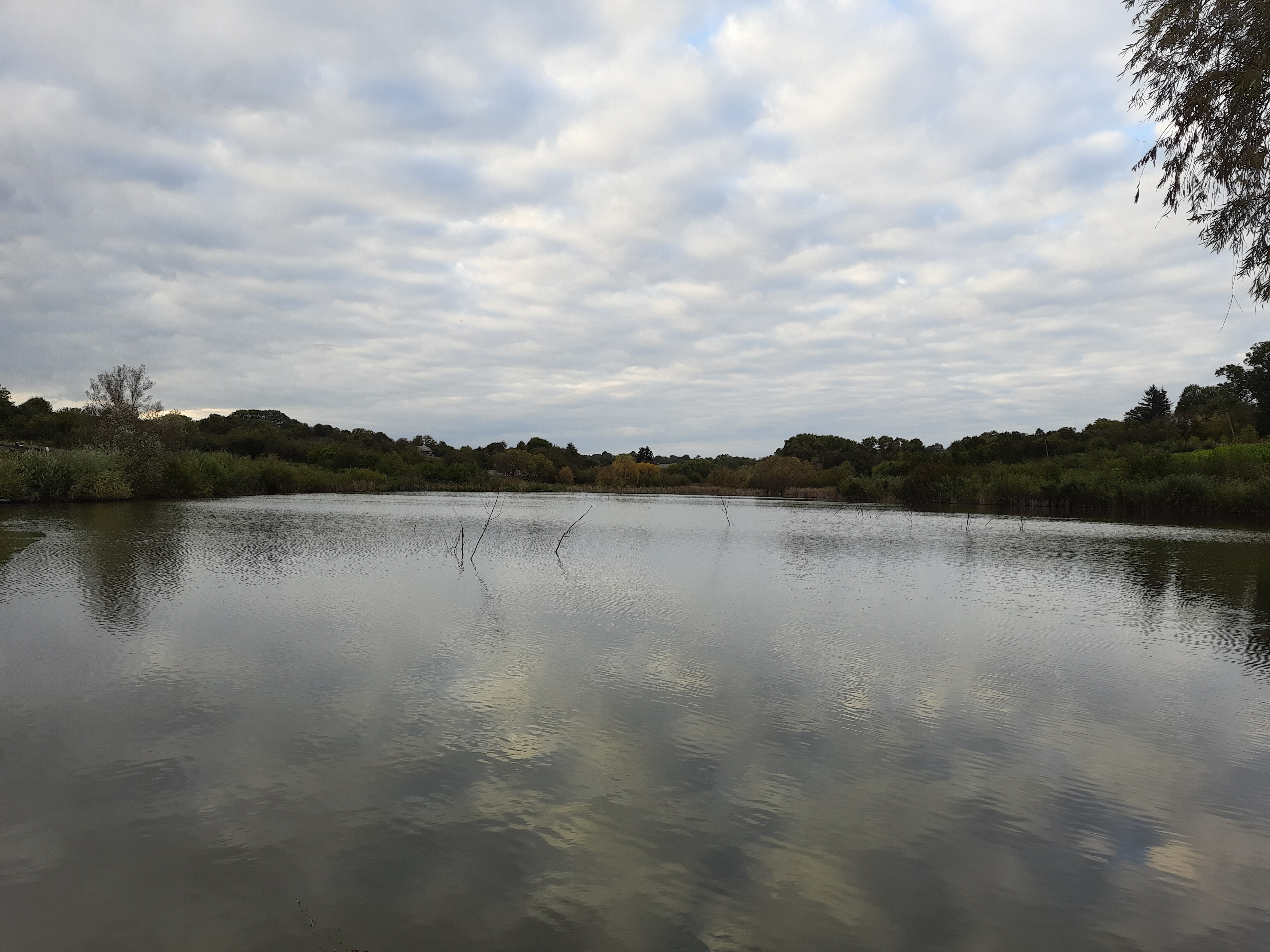
Став біля села